# 5-й Одесский международный кинофестиваль
5-й Одесский международный кинофестиваль (укр. Одеський міжнародний кінофестиваль) состоялся с 11 по 19 июля 2014 года в Одессе (Украина).
Кинофестиваль прошёл без финансовой поддержки государства, потому некоторые традиционные программы были урезаны. В частности была отменена традиционная программа «Новое российское кино». Из-за неспокойной обстановки в стране ожидалась меньшая посещаемость фестиваля международными звездами.
Среди самых ожидаемых показов фестиваля — мировая премьера фильма «Поводырь» режиссёра Олеся Санина и документальный фильм Сергея Лозницы «Майдан».
Открытие и закрытие фестиваля было перенесено из Оперного театра в Одесский театр музыкальной комедии.

## Жюри

### Жюри международной конкурсной программы[4]
- Питер Веббер — режиссёр известного фильма «Девушка с жемчужной серёжкой» (2003) и др.; глава жюри.
- Сергей Лозница — режиссёр документальных и художественных фильмов.
- Евгения Додина — актриса театра, кино и телевидения.
- Ольга Дыховичная — актриса и режиссёр.
- Жан-Филипп Тесс — кинокритик и актёр.

### Жюри национальной конкурсной программы
- Манский Виталий — режиссёр-документалист, продюсер; глава жюри.
- Ахтем Сейтаблаев — режиссёр, актёр, сценарист.
- Нана Джанелидзе — режиссёр, сценарист, продюсер.
- Азизе Тан — директор Стамбульского кинофестиваля.[5]

## Конкурсная программа

### Международная конкурсная программа[6]
- «Слепые свидания» («Shemtkhveviti paemnebi»), реж. Леван Когуашвили.
- «Лорелей», реж. Нана Джорджадзе.
- «Гуэрос» («Güeros»), реж. Алонсо Руиспаласиос.
- «Стерео», реж. Максимилиан Эрленвайн.
- «Чёрный уголь, тонкий лёд», реж. Иньань Дяо.
- «Собачье поле», реж. Лех Маевски.
- «Большие важные вещи», реж. Брайан Райсберг.
- «Звезда», реж. Анна Меликян.
- «Роксана», реж. Вали Хотя.
- «Мотивации ноль», реж. Талья Лави.
- «Поводырь», реж. Олесь Санин.
- «Тусовшица», реж. Мари Амашукели, Клер Бюргер, Семюэл Тейс.

### Национальнаяконкурсная программа — полнометражное кино
- «Лорелей», реж. Нана Джорджадзе.
- «Поводырь», реж. Олесь Санин.
- «Зелёная кофта», реж. Владимир Тихий.
- «Сумерки», реж. Валентин Васянович.
- «F63.9 Болезнь любви», реж. Дмитрий Томашпольский, Алёна Демьяненко.
- «Люби меня» («Sev beni»), реж. Марина Горбач, Мехмет Бахадыр Эр.
- «Лариса Кадочникова. Автопортрет», реж. Лариса Кадочникова, Дмитрий Томашпольский.

## Победители
- Гран-при — «Мотивации ноль», реж. Талия Лави
- Приз «Золотой Дюк» за лучший украинский полнометражный фильм — «Сумерки», реж. Валентин Васянович
- Приз «Золотой Дюк» за лучший украинский короткометражный фильм — «Листопад», реж. Мария Кондакова
- «Золотой Дюк» за вклад в киноискусство режиссер Стивен Фрирз
- Второй «Золотой Дюк» за вклад в киноискусство режиссер Кира Муратова .
- Лучшая актерская работа Анжелика Литценбургер «за столь смелый рассказ личной истории» в фильме Party Girl .
- «за захватывающую режиссуру и бескомпромиссно правдивое отражение китайской современности» был отмечен режиссер картины «Черный уголь, тонкий лед» Инань Дяо .
- Лучший фильм фестиваля «Слепые свидания» («Shemtkhveviti paemnebi») , реж. Леван Когуашвили
- 2 ленты международной конкурсной программы специальными наградами — мексиканский фильм «Гуэрос»  реж. Алонсо Руиспаласиоса за «новаторскую форму выражения уважения классическому французскому кинематографу» и русскую ленту «Звезда»  реж. Анны Меликян за блестящую актерскую игру Тины Далакишвили
- три специальных диплома: оператору Сергею Михальчуку за визуальное решения фильма «Поводырь» , режиссеру психологического триллера «Зеленая кофта»  Владимиру Тихому за изображения диалога в обществе и «Люби меня»  режиссеров Марины Эр Горбач и Мехмета Бахадыра Эра.
- Номинации национального конкурса  «Лучшая актерская работа» поделили между двумя актерами: Станиславом Бокланом за роль в фильме «Поводырь» и Усханом Чакишем за роль в фильме «Люби меня»

FIPRESCI также определили лучшие фильмы национальной конкурсной программы 
- «Балажер. Коррекция реальности» Леси Кордонец в короткометражной секции
- «Зеленая кофта» Владимира Тихого в полном метре
- Особые отличия получили короткометражный фильм «Листопад» Марии Кондаковой и полнометражная документальная картина «Сумерки» Валентина Васяновича.